# Municipi d'Århus
El municipi d'Århus és un municipi danès situat a l'est de la península de Jutlàndia, a la Regió de Midtjylland. Abasta una superfície de 468 km² i no va ser afectat per la Reforma Municipal Danesa del 2007. Forma part de la Regió metropolitana de l'est de Jutlàndia essent el municipi que ha experimentat un major creixement demogràfic en els darrers anys, arribant a superar els 300.000 habitants.
La ciutat més important i seu administrativa del municipi és Århus (307.000 habitants el 2009), essent la ciutat més gran de Jutlàndia i la segona del país. Altres poblacions del municipi:
- Beder
- Borum
- Elev
- Harlev
- Hårup
- Hjortshøj
- Jegstrup
- Lisbjerg
- Løgten
- Lystrup
- Malling
- Mårslet
- Mejlby
- Mundelstrup
- Ormslev
- Sabro
- Solbjerg
- Spørring
- Stavtrup
- Studstrup
- Todbjerg
- Tranbjerg
- Trige

## Consell municipal

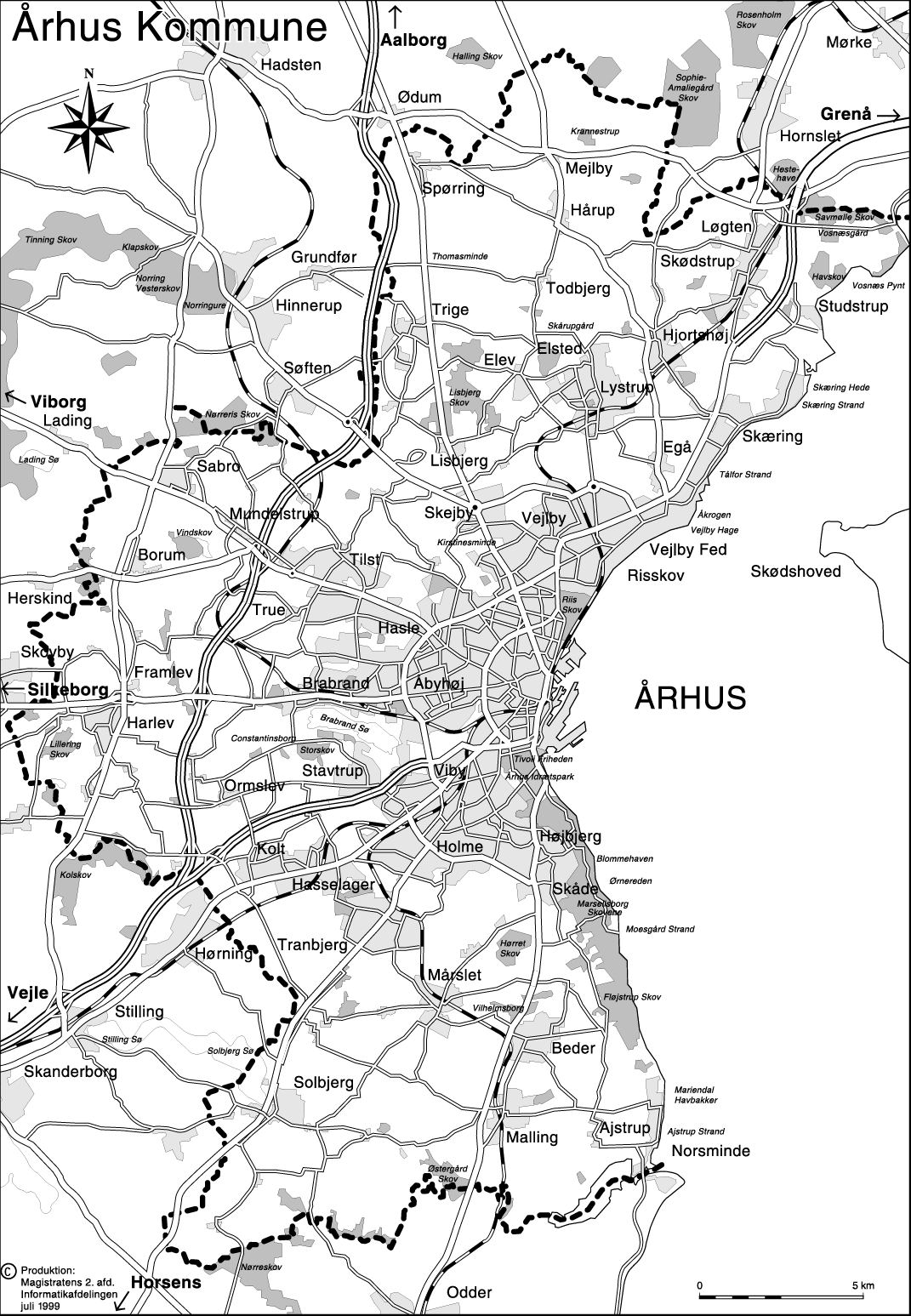
Mapa del municipi d' Århus

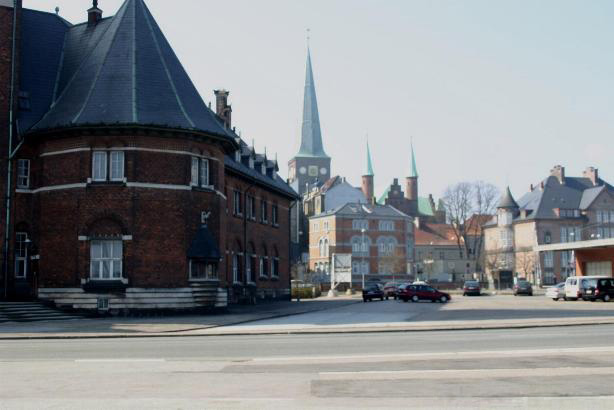
Vista des del port amb la torre de la catedral al fons

Resultats de les eleccions del 18 de novembre del 2009:
| Partit                             | vots  | % vots |
| ---------------------------------- | ----- | ------ |
| Socialdemokratiet                  | 63209 | 41,3   |
| Det Radikale Venstre               | 7903  | 5,2    |
| Det Konservative Folkeparti        | 13633 | 8,9    |
| Socialistisk Folkeparti            | 26801 | 17,5   |
| Liberal Alliance                   | 568   | 0,4    |
| Kristendemokraterne                | 621   | 0,4    |
| Schiller Instituttets Venner       | 53    | 0,0    |
| Civilt Forum                       | 476   | 0,3    |
| Nihilistisk Folkeparti             | 247   | 0,2    |
| Dansk Folkeparti                   | 8879  | 5,8    |
| Liste P.I.K. Penge i Kommunekassen | 306   | 0,2    |
| Kommunistisk Parti i Danmark       | 208   | 0,1    |
| Silver som Borgmester              | 76    | 0,0    |
| Venstre                            | 24352 | 15,9   |
| Kærlighedsfolket                   | 96    | 0,1    |
| Enhedslisten - De Rød-Grønne       | 5718  | 3,7    |
| Liste for Enkeltpersoner           | 48    | 0,0    |

### Alcaldes
| Alcalde          | Període         | Partit            |
| ---------------- | --------------- | ----------------- |
| Nicolai Wammen   | 1-1-2007 a 2011 | Socialdemokratiet |
| Jacob Bundsgaard | 2011 a ----     | Socialdemokratiet |